# Frederick Banting
Sir Frederick Grant Banting (14. listopadu 1891, Alliston – 21. února 1941, Newfoundland) byl kanadský lékař, který objevil léčebné účinky inzulinu a se svým spolupracovníkem Charlesem Bestem jej izolovali ze slinivky břišní. Za tento objev, který znamenal zásadní pokrok v léčbě cukrovky, mu byla udělena Nobelova cena za fyziologii a medicínu roku 1923. Na Měsíci je po něm pojmenován kráter Banting.

## Život
Frederick Banting se narodil jako nejmladší z pěti dětí na farmě blízko Allistonu v kanadské provincii Ontario. Po studiích na střední škole začal v roce 1912 studovat medicínu na univerzitě v Torontu. Po vypuknutí 1. světové války se v roce 1914 přihlásil do armády, ale nebyl přijat kvůli špatnému zraku. V roce 1916 získal titul bakaláře a stal se zdravotníkem kanadského armádního sboru. Prodělal tažení do Evropy a sám byl raněn v bitvě u Cambrai roku 1918. Byl vyznamenán britským vojenským křížem za statečnost. 

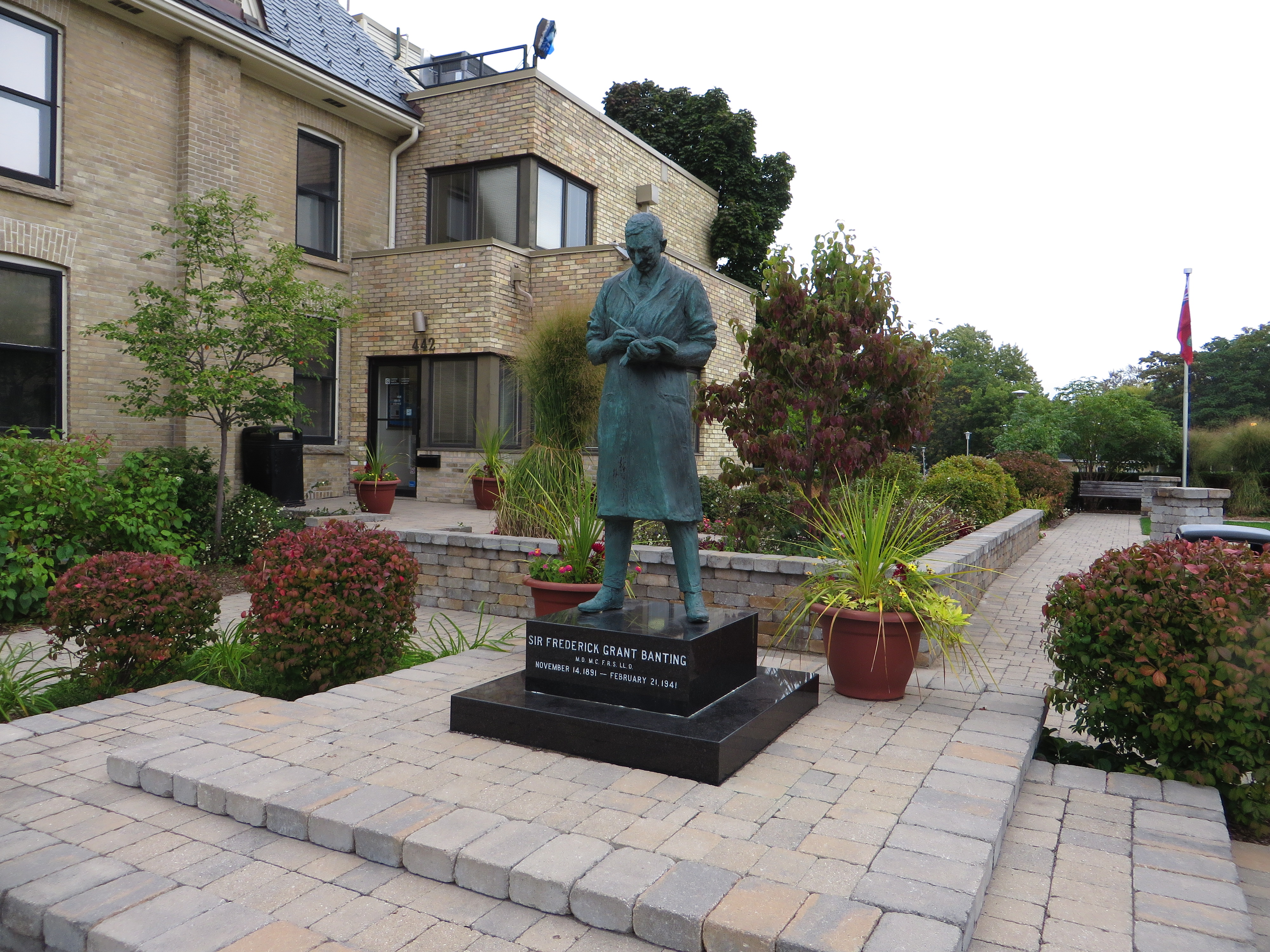
Bantingův dům a pomník v Londonu, Ontario

Po návratu do Kanady pracoval v dětské nemocnici a otevřel si lékařskou praxi v malém městečku London, Ontario. Praxe nebyla příliš úspěšná a Benting přijal místo lektora ortopedie na západní univerzitě v Ontariu. V letech 1921–1922 vyučoval farmakologii na univerzitě v Torontu. V roce 1922 získal titul doktora medicíny. 

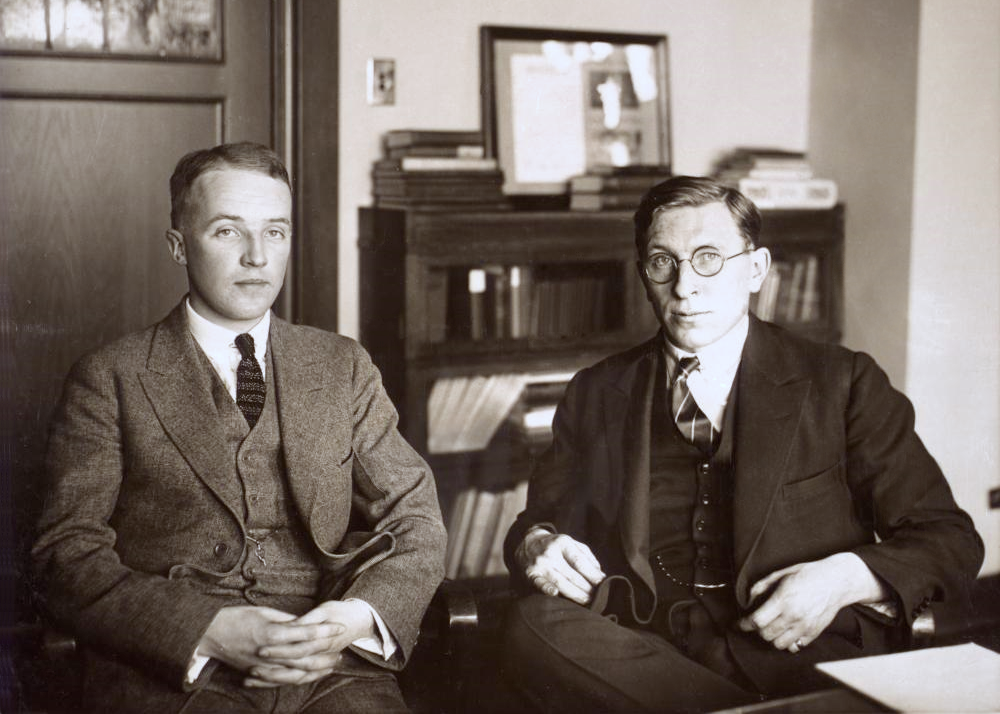
C.H.Best (vlevo) a F.G.Banting kolem roku 1924

Banting se o problematiku cukrovky zajímal již několik let a znal vědecké práce z tohoto oboru, které ukázaly, že příčinou jejího vzniku je nedostatek hormonu inzulinu vylučovaného ve slinivce břišní. Rozhodl se prozkoumat možnost, jak tento hormon ze slinivky získat a použít jej pro léčbu. Obrátil se na profesora Macleoda, který mu ve fyziologickém ústavu univerzity v Torontu poskytl zařízení pro experimentální práci a také asistenta, studenta medicíny Charlese Besta. Od května 1921 prováděli pokusy na psech, později používali i zárodky jiných zvířat. Z Langerhansových ostrůvků ve slinivce se jim podařilo izolovat látku, kterou nazvali isletin. Jeho účinky vyzkoušel Banting na svém spolužákovi Gilchristovi, který se stal členem jejich výzkumného týmu společně s biochemikem Jamesem Collipem. Ten objevil novou metodu pro čištění isletinu a usnadnil tak jeho výrobu pod názvem inzulin.  Začátkem roku 1922 dostal první inzulinové vzorky k použití bostonský diabetolog E. P. Joslin, který je aplikoval 14letému chlapci jménem Leonard Thompson, což byl první léčený diabetik na světě. V roce 1923 byla Bantingovi a Macleodovi za objev inzulinu udělena Nobelova cena. Banting polovinu své odměny věnoval asistentu Bestovi, Macleod zase biochemiku Collipovi.
Banting byl jmenován profesorem na Torontské univerzitě, získal doktorát věd a mnoho čestných funkcí a titulů v Kanadě i v zahraničí. Kanadská vláda mu navíc přiřkla životní rentu a v roce 1934 byl slavnostně povýšen do šlechtického stavu.
Od roku 1938 jako důstojník v záloze zkoumal fyziologické problémy pilotů při letu a prováděl klinické šetření pro královské kanadské letectvo (RCAF). Během 2. světové války se zabýval také možnostmi léčby popálenin a působil jako styčný důstojník mezi britskou a severoamerickou zdravotní službou. Při výkonu této služby 21. února 1941 tragicky zahynul při letecké nehodě nad Musgrave Harbour v kanadském Newfoundlandu, když letadlu Lockheed L-14 směřujícímu do Londýna selhaly oba motory. Banting havárii přežil, ale na následky poranění druhý den zemřel. Byl pohřben s vojenskými poctami na hřbitově Mount Pleasant v Torontu.

### Osobní život

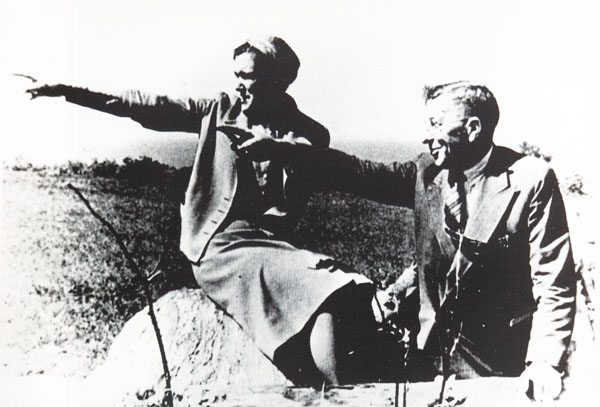
F.G.Banting se svou druhou manželkou Henriettou (1939)

Banting byl dvakrát ženatý. S první ženou Marion Robertsonovou měl syna Williama (1929-1998). Rozvedli se v roce 1932 a Banting se roku 1937 oženil s Henriettou Ballovou.
Od roku 1921 se intenzivně začal zajímat o malířskou tvorbu. Se skupinou kanadských umělců sdílel jejich lásku k drsné kanadské krajině. V roce 1927 s přítelem A. Y. Jacksonem podnikli kreslířské výpravy do oblasti řeky sv. Vavřince, na základnu v Arktidě nebo k jezerům na severozápadě Kanady. Z těchto cest pochází mnoho jeho skic a kreseb. V době své smrti byl Banting jedním z nejznámějších amatérských malířů v Kanadě.